# Ophthalmolycus
Ophthalmolycus is een geslacht van straalvinnige vissen uit de familie van de puitalen (Zoarcidae).

## Soorten
- Ophthalmolycus amberensis (Tomo, Marschoff & Torno, 1977)
- Ophthalmolycus bothriocephalus (Pappenheim, 1912)
- Ophthalmolycus campbellensis Andriashev & Fedorov, 1986
- Ophthalmolycus chilensis Anderson, 1992
- Ophthalmolycus conorhynchus (Garman, 1899)
- Ophthalmolycus macrops (Günther, 1880)
- Ophthalmolycus andersoni Matallanas, 2009
- Ophthalmolycus eastmani Matallanas, 2011
- Ophthalmolycus polylepis Matallanas, 2011